# Proitești
Proitești – wieś w Rumunii, w okręgu Mehedinți, w gminie Ponoarele. W 2011 roku liczyła 110 mieszkańców.